# Willi Kreikemeyer
Willi Kreikemeyer (* 11. Januar 1894 in Salbke bei Magdeburg; † vermutlich 31. August 1950) war kommunistischer Spanienkämpfer, als Funktionär der SED von 1949 bis 1950 Generaldirektor der Deutschen Reichsbahn und wurde zum Opfer der Fieldaffäre.

## Leben
Kreikemeyer war ein gelernter Dreher. Er schloss sich 1910 der Gewerkschaft an und 1919 der KPD. Durch seine Funktionärstätigkeit für die KPD kam er in engen Kontakt zu Willi Münzenberg.
1937 wurde Kreikemeyer Offizier der republikanischen Armee und der 11. Internationalen Brigade in Spanien. Kreikemeyer wurde im Spanischen Bürgerkrieg schwer verwundet und wurde danach zuerst als Kaderchef der deutschen Abteilung, später als Chefadjutant für alle Kaderabteilungen der Internationalen Brigaden eingesetzt. In diesen Tätigkeiten hatte er Kontakt mit Erich Mielke, der damals unter dem Decknamen Leistner oder Leissner Chef der Instruktionsabteilung und Adjutant der zentralen Administration war. Unter anderem ist bekannt, dass Kreikemeyer sowohl um Bemühungen Mielkes wusste, sich in das sichere Mexiko abzusetzen, als auch um Hilfen, die Mielke aus dem Hilfswerk Noel Fields erhielt. Im April 1939 heiratete er Marthe Fels, eine Elsässerin. Diese Ehe bewahrte ihn bei Kriegsausbruch vor einer längeren Internierung in Frankreich. Als Angehöriger eines Arbeitsbataillons wurde er nach der Kapitulation Frankreichs entlassen und konnte sich legal in Toulouse und Marseille aufhalten.
Nach der Befreiung von Paris gingen Kreikemeyers in die französische Hauptstadt, Kreikemeyer wurde dort bis Februar 1946 Leiter der Union Immigrés allemands antinazis. Mitte Februar 1946 traf Kreikemeyer in Berlin ein und meldete sich sofort im Zentralkomitee der Kommunistischen Partei Deutschlands. Bereits am 18. Februar wurde er als Opfer des Faschismus anerkannt.

### Fieldaffäre
Nach dem Zweiten Weltkrieg stieg Kreikemeyer bis 1949 zum Generaldirektor der Deutschen Reichsbahn auf. Im Zuge der Fieldaffäre geriet er ins Visier der Zentralen Parteikontrollkommission der SED, da er für Noel Fields Hilfswerk gearbeitet hatte. Bei deren Ermittlungen ordnete er den Decknamen Leistner Erich Mielke zu, dem Staatssekretär im Ministerium für Staatssicherheit (MfS). Der dienstlich davon informierte Mielke musste deshalb befürchten, als Begünstigter Fields erkannt und in der Affäre mit lebensgefährlichen Folgen belastet zu werden. Mielke ließ Kreikemeyer durch das MfS verhaften und in die Untersuchungshaftanstalt in der Albrechtstraße in Berlin-Mitte bringen, wo er ihn sofort verhörte. Der Fall Kreikemeyer galt in der DDR, auch innerhalb des MfS, fortan als Tabu-Thema.

### Kreikemeyers Tod
Nach dem Verhör durch Mielke, der ihm dabei den Parteiausschluss mitgeteilt hatte, und der Abfassung einer persönlichen Erklärung beging Kreikemeyer nach späterer Darstellung des MfS Selbstmord durch Erhängen: Kreikemeyer sei stark verschnupft gewesen, soll daher einen Wärter um die Herausgabe konfiszierter Taschentücher gebeten haben, und sich dann mit drei zusammengeknoteten Taschentüchern an der Zellentür erhängt haben. Diese Version wurde vier Jahre nach dem angeblichen Selbstmord niedergeschrieben und erst 1957 veröffentlicht. Auch der Totenschein wurde später, 1957, ausgestellt. Wolfgang Kießling bezweifelte diese Darstellung, weil er weder einen Beleg dafür fand, dass die Leiche des Häftlings ärztlich untersucht wurde, noch dokumentiert ist, wo sie bestattet wurde. Von Mielke existieren zwei Briefe an Walter Ulbricht, in denen er behauptete, Kreikemeyer sei sowjetischen Behörden übergeben worden und 1955 in sowjetischer Haft verstorben.
Kreikemeyers Schicksal wurde nie aufgeklärt. Wolfgang Kießling vermutet, dass Mielke Kreikemeyer ermorden ließ, möchte aber auch eine Selbsttötung nicht völlig ausschließen, weil die letzten Notizen Kreikemeyers in der Untersuchungshaft dessen tiefe Bestürzung über seinen Parteiausschluss dokumentieren.

## Zersetzungsmaßnahmen gegen seine Ehefrau
Kreikemeyers Ehefrau, Marthe Kreikemeyer, wurde als „feindlich zur DDR“ eingestuft – wohl, weil sie immer wieder Briefe an die Behörden schrieb, in denen sie Aufklärung über das Schicksal ihres Mannes forderte. Diese Briefe weisen sie als überzeugte Kommunistin aus, die fest an einen Justizirrtum glaubte. Ihre einzige „feindliche“ Tat bestand in ihrer Weigerung, ihren französischen Pass abzugeben, solange ihre Eltern noch lebten.
Mielke trieb sie aus dem Land: Er lud sie 1954 zu einem Gespräch ein, in dem er sich angeblich zu Kreikemeyers Schicksal äußern wollte. Tatsächlich aber konfrontierte er sie mit Verdächtigungen, auch sie sei in die Fieldaffäre verstrickt. Marthe Kreikemeyer floh daraufhin nach West-Berlin und weiter nach Frankreich. Über die Kommunistische Partei Frankreichs sandte sie weiter ihre Briefe nach Ost-Berlin. Dort wurden sie geflissentlich ignoriert. Im April 1956 beschloss eine im Rahmen der Entstalinisierung unter Vorsitz Walter Ulbrichts zusammengetretene „Kommission zur Überprüfung von Angelegenheiten von Parteimitgliedern“, „den Brief von Frau Kreikemeyer zur Kenntnis zu nehmen und den staatlichen Organen zu empfehlen, der Frau Kreikemeyer keine Antwort zukommen zu lassen, da sie selbst Ausländerin ist und im Ausland lebt.“
Erst 1957 bekam Marthe Kreikemeyer eine Antwort: Die oben erwähnte Stasi-Version vom Selbstmord ihres Mannes. Bis zu ihrem Tod 1986 schrieb sie weiter Briefe an die DDR-Behörden. Das einzige Ergebnis war, dass Willi Kreikemeyers Parteiausschluss schließlich rückgängig gemacht wurde. 1990 wurde Kreikemeyer von der PDS rehabilitiert.